# Apanteles ghesquierei
Apanteles ghesquierei är en stekelart som beskrevs av De Saeger 1941. Apanteles ghesquierei ingår i släktet Apanteles och familjen bracksteklar. Inga underarter finns listade i Catalogue of Life.